# Wladimir Ernst zu Münster
Wladimir Ernst Graf zu Münster von Derneburg (* 18. Mai 1886 in Meran, Südtirol; † 31. März 1954 in Bad Nauheim, Hessen) war ein deutscher Oberstleutnant, Gutsbesitzer und Landwirt.

## Familie

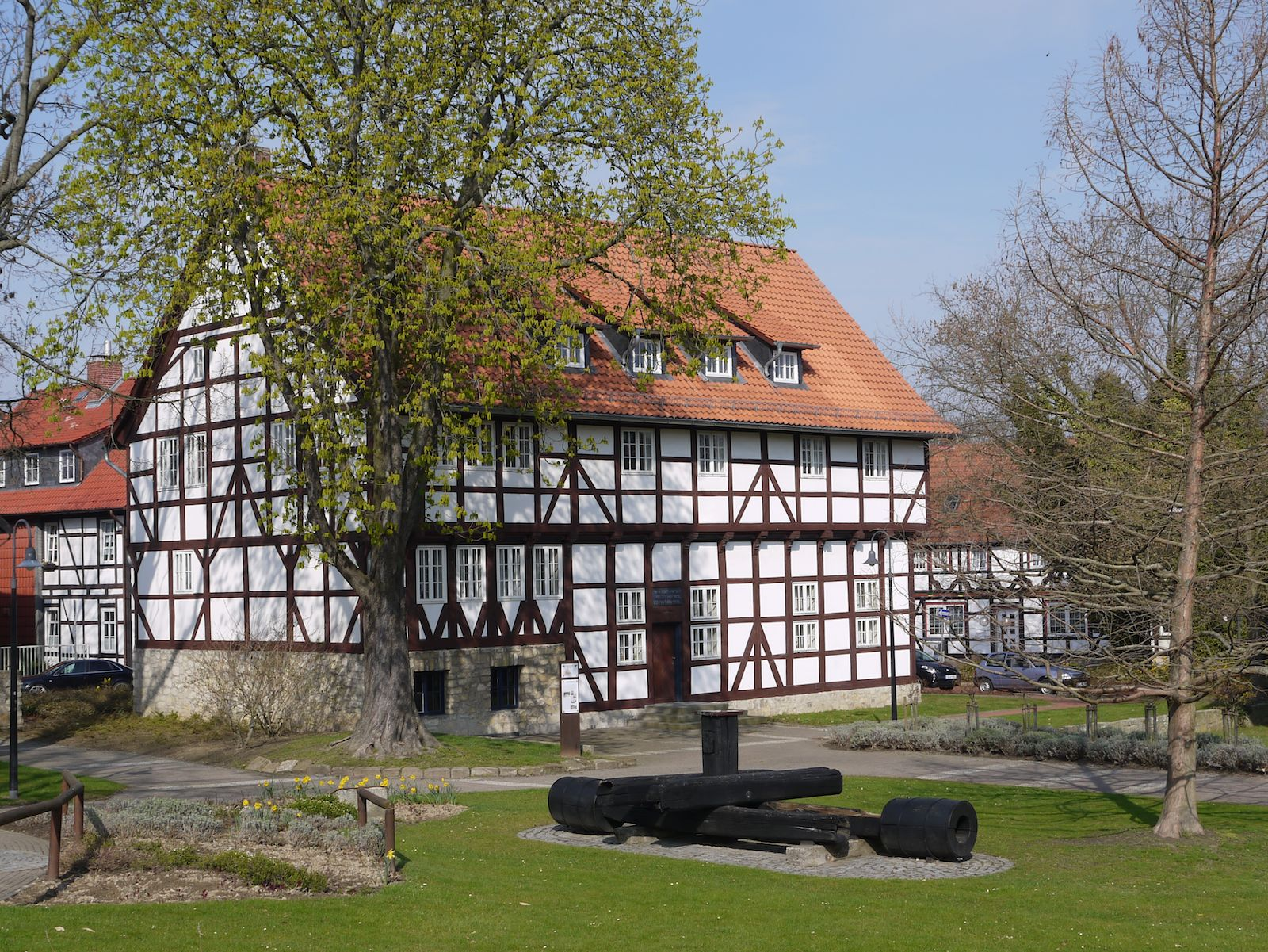
Wladimir Ernst zu Münster betrieb zwischen 1923 und 1938 Gut Kniestedt bei Salzgitter

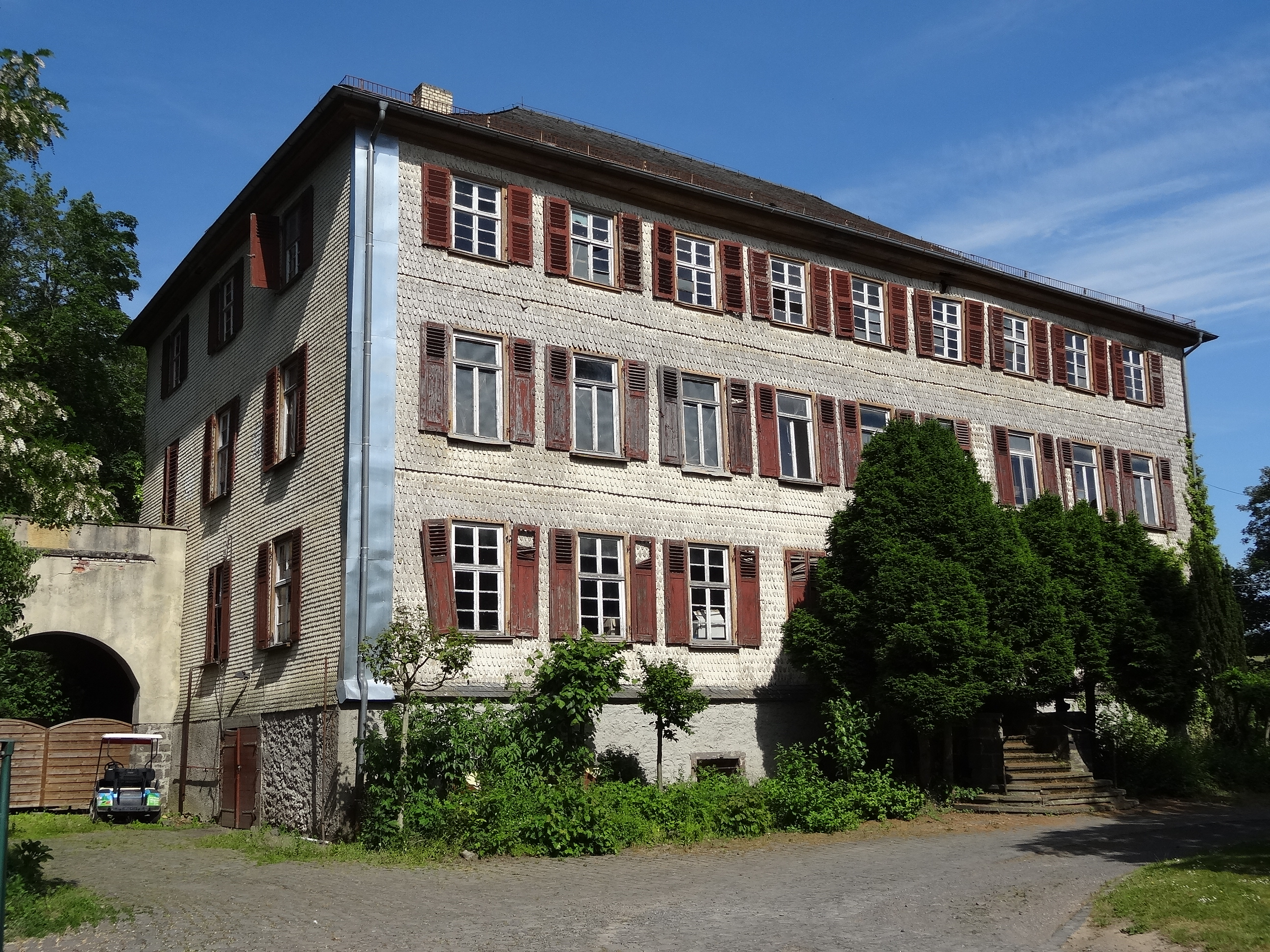
Herrenhaus von Gut Winnerod bei Gießen

Er war der Sohn von Ernst Adolf Graf zu Münster Freiherr von Grothaus (* 5. August 1856; † 3. Februar 1905) und dessen Ehefrau Melanie, geborene Ghika (Gyika) de Dézsánfalva (* 19. März 1866; † 21. März 1941). Sein Großvater war der Diplomat und Politiker Georg Herbert Fürst zu Münster von Derneburg, sein Onkel der Parlamentarier Alexander Otto Hugo Wladimir Fürst zu Münster von Derneburg, seine Cousine die Schriftstellerin und Salonnière Helene von Nostitz.
Er heiratete Irmgard von Trützschler Freiin zum Falkenstein (* 14. Juli 1891; † 14. Dezember 1967). Aus der Ehe gingen die beiden Töchter Alexandrine Sophie Luise (1914–1990) und Renata Irmgard Melanie (1921–1991) sowie der Sohn, der Fotograf Franz Oswald Wladimir (1917–2003) hervor.

## Berufliche Entwicklung
Münster diente während des Ersten Weltkriegs im 1. Badischen Leib-Dragoner-Regiment Nr. 20. Nach Kriegsende nahm er als Oberleutnant seinen Abschied. Ab 1923 war er Landwirt auf dem familieneigenen Gut Kniestedt bei Salzgitter in Niedersachsen. Als dieses 1938 durch die Nationalsozialisten enteignet wurde, siedelte die Familie nach Winnerod bei Gießen in Hessen um, erneut auf einen Gutshof mit Landwirtschaft.
Wie alle Mitglieder des Bundes der Frontsoldaten (Stahlhelm) wurde er 1933 per Verordnung als Sturmführer in die SA überführt. 1936 wurde er als E-Offizier mit dem Dienstgrad Hauptmann im Heer der Wehrmacht reaktiviert, stieg am 1. Oktober 1938 zum Major beim Wehrbezirkskommando Gießen auf und avancierte 1942 zum Oberstleutnant. 1944 bat er nach Verwundung aufgrund seines Gesundheitszustandes um seine Entlassung aus dem Dienst. Nach seinem Tod im Alter von 67 Jahren wirkte sein Sohn Oswald als Landwirt auf Gut Winnerod.